# オーレイドン・シスサマーチャイ
オーレイドン・シスサマーチャイ（泰: โอเล่ห์ดง ศักดิ์เสมอชัย、英: Oleydong Sithsamerchai、1985年7月17日 - ）は、タイ王国のプロボクサー。トラン県出身。元WBC世界ミニマム級王者。
ポンサクレック・ウォンジョンカムなど多くの世界王者を輩出したウィラット・ワチララタナウォン（英: Wirat Vachirarattanawong）がプロモーター兼会長を務め、ピヤラット・ワチララタナウォン（英: Piyarat Vacirarattanawong）がプロモーターを務めるペッインディー所属。ポンサクレックが実際にオーレイドンを後継者に指名している。

## 来歴
2002年9月6日、プロデビュー（初回KO勝ち）。
2002年10月24日、3戦目でWBC世界ミニマム級ユース王座決定戦並びにABCOミニマム級王座決定戦に出場。アルマン・デラクルス（フィリピン）を10回判定に降し、WBCユース王座とABCO王座の獲得に成功。
その後ABCO王座は12度防衛し2005年10月に返上。その後、WBCユース王座の防衛回数を16にまで伸ばした。
2007年3月、WBCユース王座も返上。
2007年4月6日、WBC世界ミニマム級王座挑戦者決定戦に出場。オマール・ソト（プエルトリコ）と対戦し、2-1で12回判定勝ち。WBC世界ミニマム級王座の指名挑戦権獲得に成功。
2007年11月29日、世界初挑戦。日本の角海老宝石ボクシングジムに所属する同国人のWBC世界ミニマム級王者イーグル・デン・ジュンラパンに指名挑戦者として挑み、3-0(115-114、115-113、117-112)で12回判定勝ち。無敗のまま25戦目で世界王者に輝く。
2008年6月18日、プーケット県のサパンヒンで戎岡淳一を迎えて初防衛戦を行い、9回1分14秒TKO勝ちで初防衛に成功した。
2008年11月27日、ピッサヌローク県でポンサワン・ポープラムック（タイ）と対戦し、終始試合のペースを掴み3-0(120-108、118-110、117-113)の大差判定勝利で2度目の防衛に成功した。
2009年6月1日、3度目の防衛戦で元IBF同級王者のムハンマド・ラクマン（インドネシア）と対戦し、7回に偶然のバッティングでラクマンが2度カットをし無傷の王者に規則で2点減点され、ここで試合がストップ。11回負傷判定(2者が105-103、106－101)勝ちを収め、3度目の防衛に成功した。
2009年11月27日、4度目の防衛戦。暫定王者ファン・パラシオス（ニカラグア）と統一戦を行い、オーレイドンがキャリア初の苦戦を強いられ12回2-0(115-114、116-114、114-114)の僅差判定勝ちを収めパラシオスの偶然のバッティングでの減点に救われた形で4度目の防衛と王座統一に成功した。。
2010年3月27日、5度目の防衛戦で日本のリングに初登場（初めてのタイ以外での試合となった）。東京・有明コロシアムで黒木健孝と対戦し、前回のパラシオス戦に続く苦戦を強いられ11回にダウンを奪われるも12回3-0(113-112、114-112、114-113)の僅差判定勝ちで防衛に成功した。
2010年9月3日、6度目の防衛戦。2度目の防衛戦でも対戦した同国人のポンサワン・ポープラムックと対戦。前回とは違い、過酷な減量で前みたいな動きが取れず4Rに足を吊るアクシデントが発生。6回にダウンを奪われあわやストップ負け寸前に追い込まれ、大苦戦を強いられる。アウトボクシングを行い挽回するも12回1-0(2者が114-114、114-113)で引き分け。運よく王座防衛に成功した。
2011年2月11日、日本の神戸ワールド記念ホールにおいて、プロ7戦目の新鋭井岡一翔を相手に7度目の防衛戦。2回に左フックでダウンを奪われて精彩を欠き、5回に左ボディブローで2度目のダウンを奪われ、そのままレフェリーストップによるTKO負け。37戦目にして初黒星を喫し、王座から陥落した 。
その後スーパーフライ級に転向し、WBCインターナショナルスーパーフライ級王座を獲得。WBCインターナショナルスーパーフライ級シルバー王座も獲得した。
2012年11月12日、久高寛之と対戦3-0の判定で下し4度目の防衛に成功した。
2013年3月29日、ウドーンターニー県のワット・トゥンシームアンでリチャード・ガルシアと対戦し、7回TKO勝ちを収め5度目の防衛に成功した。

## 獲得タイトル
- ABCOミニマム級王座（防衛12=返上）
- WBC世界ミニマム級ユース王座（防衛16=返上）
- WBC世界ミニマム級王座（防衛6）
- WBCインターナショナルスーパーフライ級シルバー王座（防衛0=返上）
- WBCインターナショナルスーパーフライ級王座（防衛5）